# Al-Bahriyya al-malikiyya al-Bahriyyaniyya
La Al-Bahriyya al-malikiyya al-Bahriyyaniyya , ossia "Regia Forza Navale del Bahrein", conosciuta anche con l'acronimo inglese RBNF (Royal Bahrain Naval Force), è la componente navale delle forze di difesa del Bahrein.

## Operatività
| Tipo/Classe                                                                                | Quantità | Origine                | In servizio | Dettagli                                                                            |
| Fregate RBNS Sabha / classe Oliver Hazard Perry RBNS Sabha (90) e RBNS Khalid bin Ali (91) | 2        | Stati Uniti (bandiera) | dal 1981    | 4 celle missili antinave Harpoon, 1 elicottero imbarcato MBB Bo 105, missili SM-1MR |
| OPV RBNS Al Zubara / VT Group classe River                                                 | 1        | Regno Unito (bandiera) | dal 2006    |                                                                                     |
| Corvette classe Al Manama / Lürssen FPB-62                                                 | 2        | Germania (bandiera)    | dal 1988    |                                                                                     |
| Pattugliatori classe Ahmed Al Fateh / Lürssen TNC-45                                       | 4        | Germania (bandiera)    | dal 1984    | 4 MM40 Exocet                                                                       |
| Pattugliatori classe Al Riffa / Lürssen FPB-38                                             | 2        | Germania (bandiera)    | dal 1981    |                                                                                     |
| Pattugliatori classe Al Jarim / Swiftships FPB-20                                          | 2        | Stati Uniti (bandiera) | dal 1982    |                                                                                     |
| Wasp-11                                                                                    | 2        |                        |             |                                                                                     |
| Wasp-20                                                                                    | 2        |                        |             |                                                                                     |
| Wasp-30                                                                                    | 1        |                        |             |                                                                                     |
| VT-Halmatic 20                                                                             | 4        | Qatar (bandiera)       |             |                                                                                     |
| VT-Halmatic 160                                                                            | 6        | Qatar (bandiera)       |             |                                                                                     |
| Fairey Marine Swordsman                                                                    | 4        | Regno Unito (bandiera) |             |                                                                                     |
| LCU-1486                                                                                   | 4        | Stati Uniti (bandiera) |             |                                                                                     |
| Fairey Marine LCU                                                                          | 1        | Regno Unito (bandiera) |             |                                                                                     |

## Basi

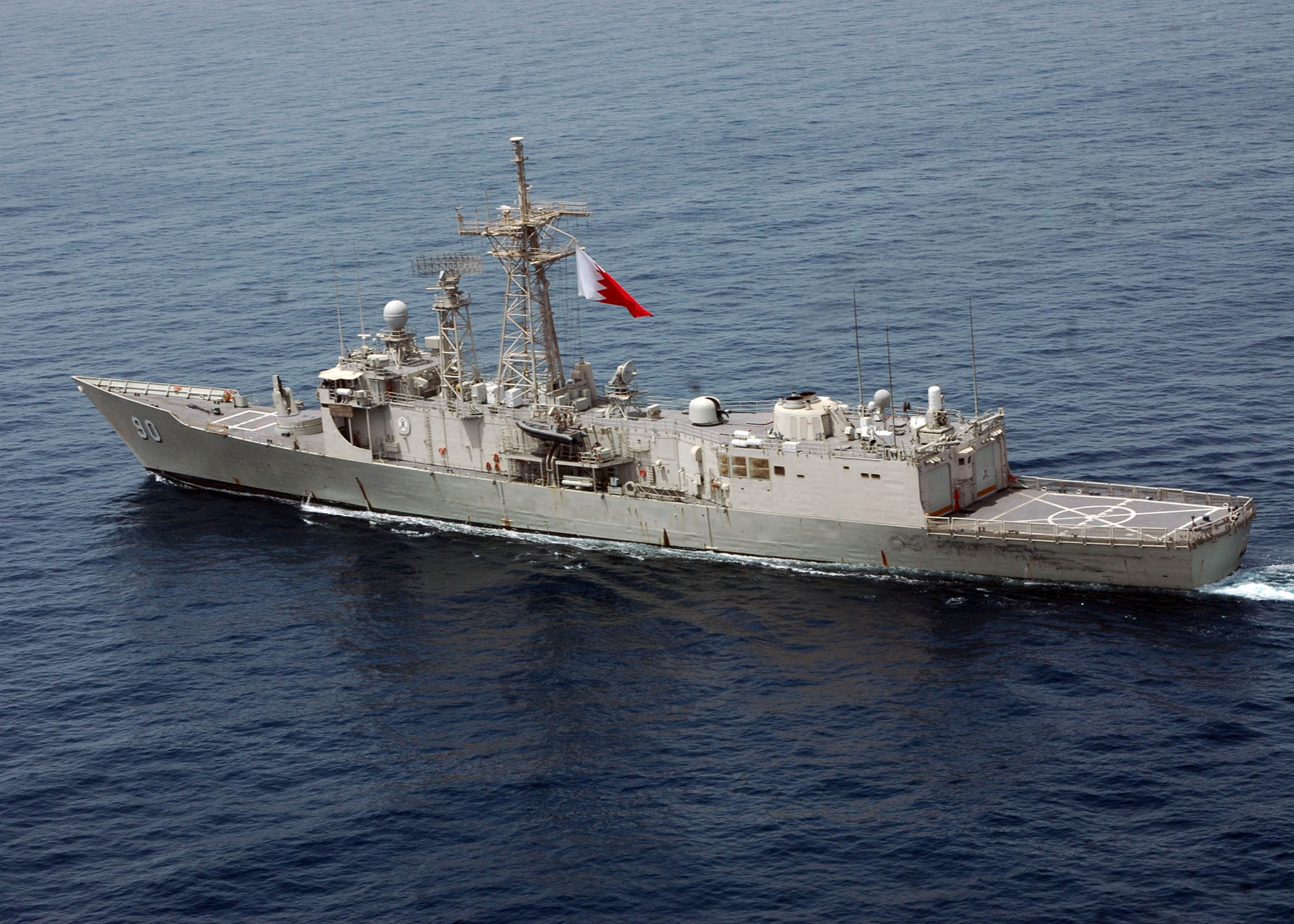
La fregata RBNS Sabha nell'aprile 2008

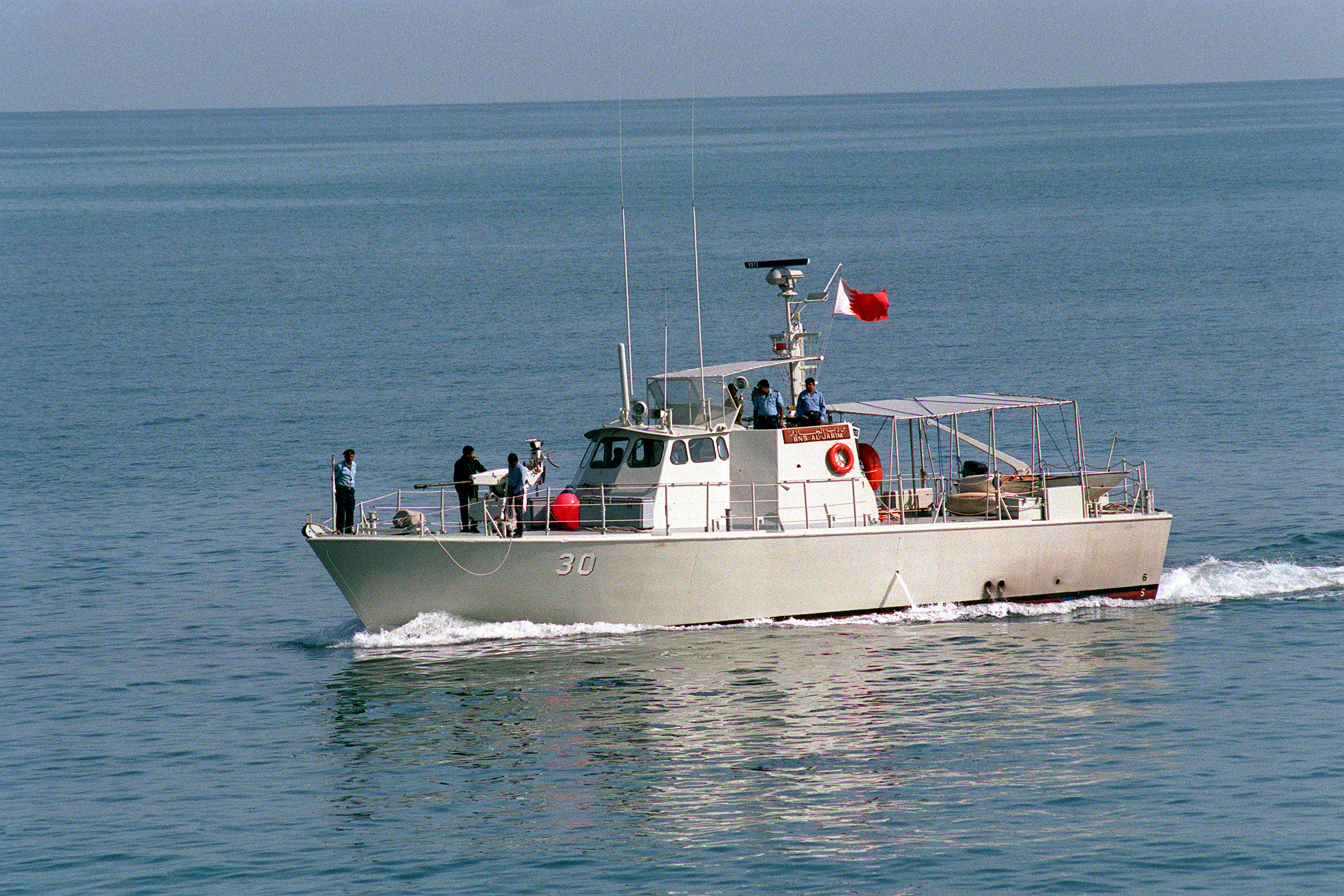
Il pattugliatore Al Jarim nel 1991

- Mina Salman Naval Base è un impianto attualmente condiviso con la United States Navy ed è usato come base logistica di supporto per navi e sottomarini per l'intera Quinta Flotta. La base fu inaugurata nel 1980 come porto mercantile ed è usato attualmente solo come base navale.
- Manama Naval Base è un'altra installazione chiave per la US Navy, oltre che in passato base per la HMS Juffair. Non viene usata dalla RBNF.
- La RBNF gestisce anche il cantiere navale ASRY condiviso con alcuni Paesi dell'area.

## Mezzi aerei
| Aeromobile | Origine  | Tipo               | Versione (denominazione locale) | In servizio (2024) | Note | Immagine |
| Elicotteri |          |                    |                                 |                    |      |          |
| MBB Bo 105 | Germania | elicottero utility | Bo 105C                         | 2                  |      |          |